# 伊德尔学院
伊德尔学院是蒙古国乌兰巴托的一所私立学院。

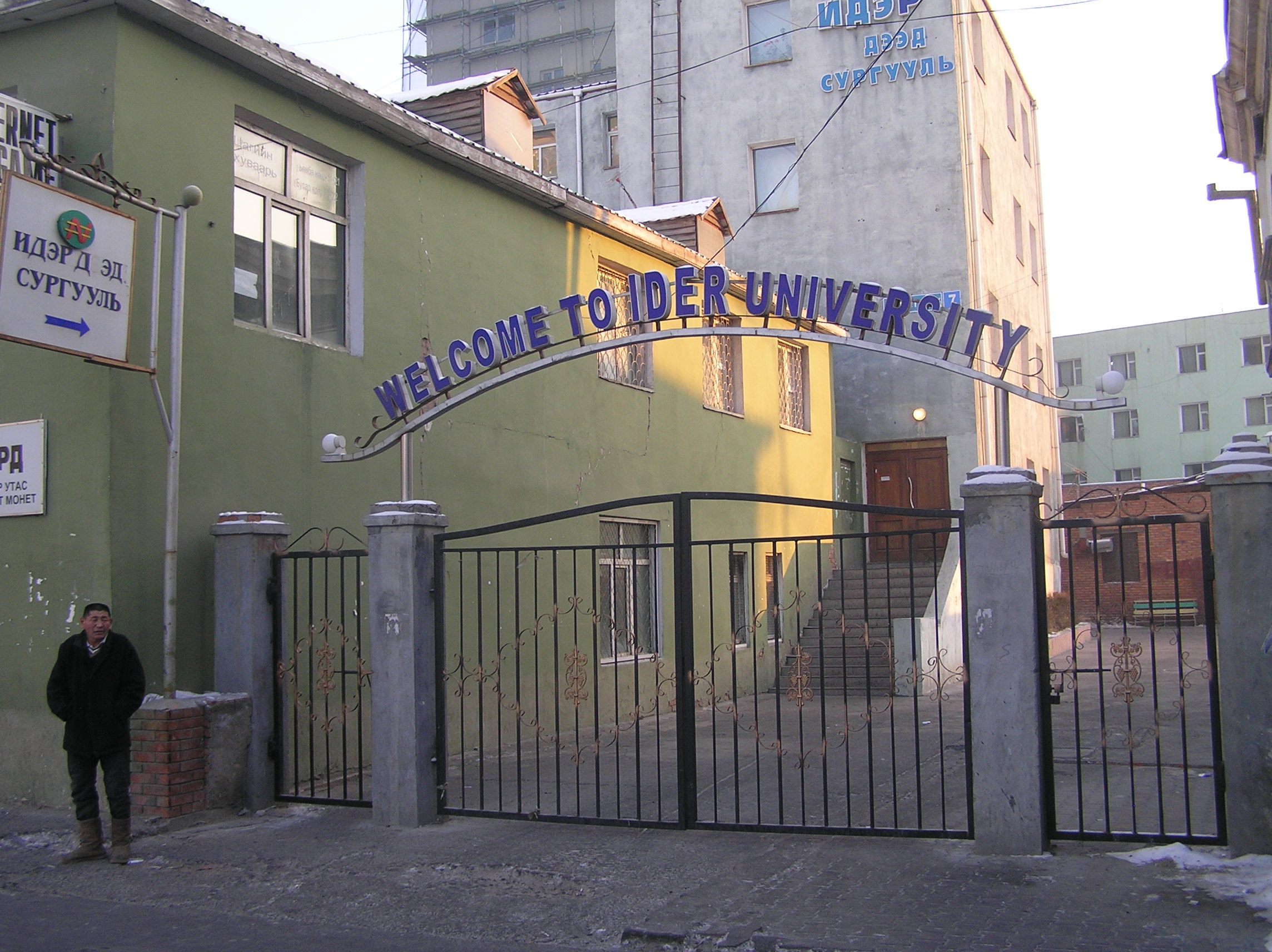
Ider University entrance

## 简介
伊德尔学院位于乌兰巴托。该学院可授予学士及硕士学位。该学院设有多个专业，包括英语、商务管理、会计、社会学及社会工作、新闻、蒙古语、食品生产技术及卫生控制、计算机技术及工程、软件工程、旅游管理等等。